# 蕾莎·海利
蕾莎·海利（英語：Leisha Hailey，1971年7月11日—）是一位美國女演員及音樂家，以出演美國影集《拉字至上》中爱丽丝·皮亚柴斯基一角著稱。目前是美国流行乐队Uh Huh Huh的成员。

## 早年
蕾莎出生於日本沖繩縣，後在美国內布拉斯加州貝爾維尤長大，中學就讀於貝爾維尤西部高中。她在17歲時出櫃，隨後搬往紐約市、就讀于美國戲劇藝術學院，主修戏剧表演。

## 職業生涯

### 音樂
蕾莎·海利組建過兩支樂隊。

1991年-2004年，The Murmurs

1991年，蕾莎·海利和她的大學同學海瑟·格罗迪（Heather Grody）一起成立了流行樂隊The Murmurs。在90年代，她們發行了幾張專輯，並進行了一些巡迴演出。在2001年，蕾莎和海瑟将乐队名称改為Gush。2004年，在蕾莎出演《拉字至上》中爱丽丝·皮亚柴斯基一角期間，樂隊解散。

2005年，蕾莎創建了Marfa Records，並簽約了歌手Amy Cook。

2007年-現在，Uh Huh Her（又名UHH）

2007年1月，蕾莎·海利和卡米拉·格蕾一起成立了電子流行曲風樂隊Uh Huh Huh。

Uh Huh Her的名字來源於PJ Harvey的一張專輯，樂隊成立之初是三個女孩，所以取了這個名字。

卡米拉·格蕾：主唱，吉他，鍵盤；

蕾莎·海利：伴唱，貝斯，鍵盤。

UHH樂隊發行的專輯：Common Reaction（常情）(2008)、Noctures（夜祷）(2011)、Future Souls（未来灵魂）(2014)

UHH樂隊發行的EP：I See Red（红之睨）(2007)、Black and Blue（青与紫/遍体鳞伤）(2011)、EP3 (2012)

UHH樂隊主要的巡迴演出：2008年 Common Reaction Tour、2011年3-5月 Black and Blue Tour、2011年10-11月 Keep A Breast Tour、2012年 European Tour、2014年 Future Souls Tour

### 影視
1997年，蕾莎在《All over Me》中出演角色Lucy，一個染著一頭粉紅色頭髮的搖滾Lesbian歌手。其後她還在其他幾部電影中客串過。直到2003年，她迎來了事業的重大轉捩點，她在這一年加入了美国showtime電視臺《拉字至上》劇組，在剧中飾演雙性戀記者爱丽丝·皮亚柴斯基。《拉字至上》一直播放了整整6季，於2009年完結。

她還曾代言拍攝了Yoplait优诺酸奶廣告和BMW寶馬的廣告。2008年4月，Leisha為Oilivia Cruises的代言人。Oilivia Cruises是一個專門為Lesbian旅遊服務的集團。

## 個人生活
蕾莎曾與加拿大女歌手凱蒂蓮（K.D.Lang）交往近五年，但於2001年分手。

2006年左右，她和從事服装设计、在加州馬利布經營Free City Supershop （页面存档备份，存于）的妮娜·加杜诺（Nina Garduno）交往，几年后分手。

2011年9月，因為美国西南航空公司事件，蕾莎和樂隊成員卡米拉·格蕾的戀愛關係正式走向公眾視野。兩人居住於美國加州洛杉磯。2016年两人分手。

## 外部連結
- 蕾莎·海利在互联网电影资料库（IMDb）上的資料（英文）